# Małomirowo
Małomirowo (bułg. Маломирово) – wieś w Bułgarii, w obwodzie Jamboł, w gminie Ełchowo. Według danych szacunkowych Ujednoliconego Systemu Ewidencji Ludności oraz Usług Administracyjnych dla Ludności, 15 grudnia 2018 roku miejscowość liczyła 368 mieszkańców.

## Historia
Na terenie obecnej miejscowości, 22 czerwca 813 roku, w bitwie pod Versinikią, bułgarska armia chana Kruma Zwycięzcy rozbiła bizantyjską armię cesarza Michała I Rangabeusza.